# Voie romaine Reims-Trèves
La voie romaine Reims-Trèves ou chaussée romaine de Reims à Trèves est une voie romaine qui reliait Durocortorum  à Augusta Treverorum (Aug. Tres Viroii.). D'une longueur d'environ 210 km, elle parcourt quatre pays actuels : la France, la Belgique, le Luxembourg et l'Allemagne.

## Histoire
Cette voie romaine a été tracée et réalisée au cours du Ier siècle après Jésus-Christ, sans doute vers 44 ou 45 sous le règne de l'empereur Claude.

## Parcours
Le parcours longe la bordure méridionale du massif ardennais mais sans y pénétrer. Elle traverse principalement les régions géologiques de la Champagne crayeuse, de la Gaume, de la Lorraine belge et du Gutland luxembourgeois.
Quittant Reims (Durocortorum) par le nord-est, la voie romaine traverse Witry-lès-Reims, franchit la Retourne à Bignicourt ou à Ville-sur-Retourne ou entre ces deux localités, prend la direction de Vaux-Champagne, passe l'Aisne à Voncq, traverse Le Chesne, franchit la Meuse à Mouzon, se dirige vers Carignan (Epoisso Vicus) puis au nord de Tremblois-lès-Carignan et de Williers avant de pénétrer en Belgique au hameau de Chameleux (commune de Florenville) où ont été découvertes les ruines d'un relais romain en bordure de la chaussée. Elle traverse les localités de Bellefontaine, Sainte-Marie-sur-Semois, Étalle (Stabulum) où elle franchit la Semois et Sampont avant d'arriver à Arlon (Orolaunum) où elle croise la voie romaine Metz-Tongres, puis passe par Stehnen et est coupée par la route nationale 4 au Wolberg. Ensuite, la chaussée antique pénètre au Luxembourg en passant par Steinfort, Capellen, Strassen, Luxembourg, Niederanven et Mensdorf avant de rejoindre la voie romaine Metz-Trèves puis Grevenmacher et atteindre l'Allemagne et la ville de Trèves (Augusta Treverorum) située sur la rive opposée de la Moselle.

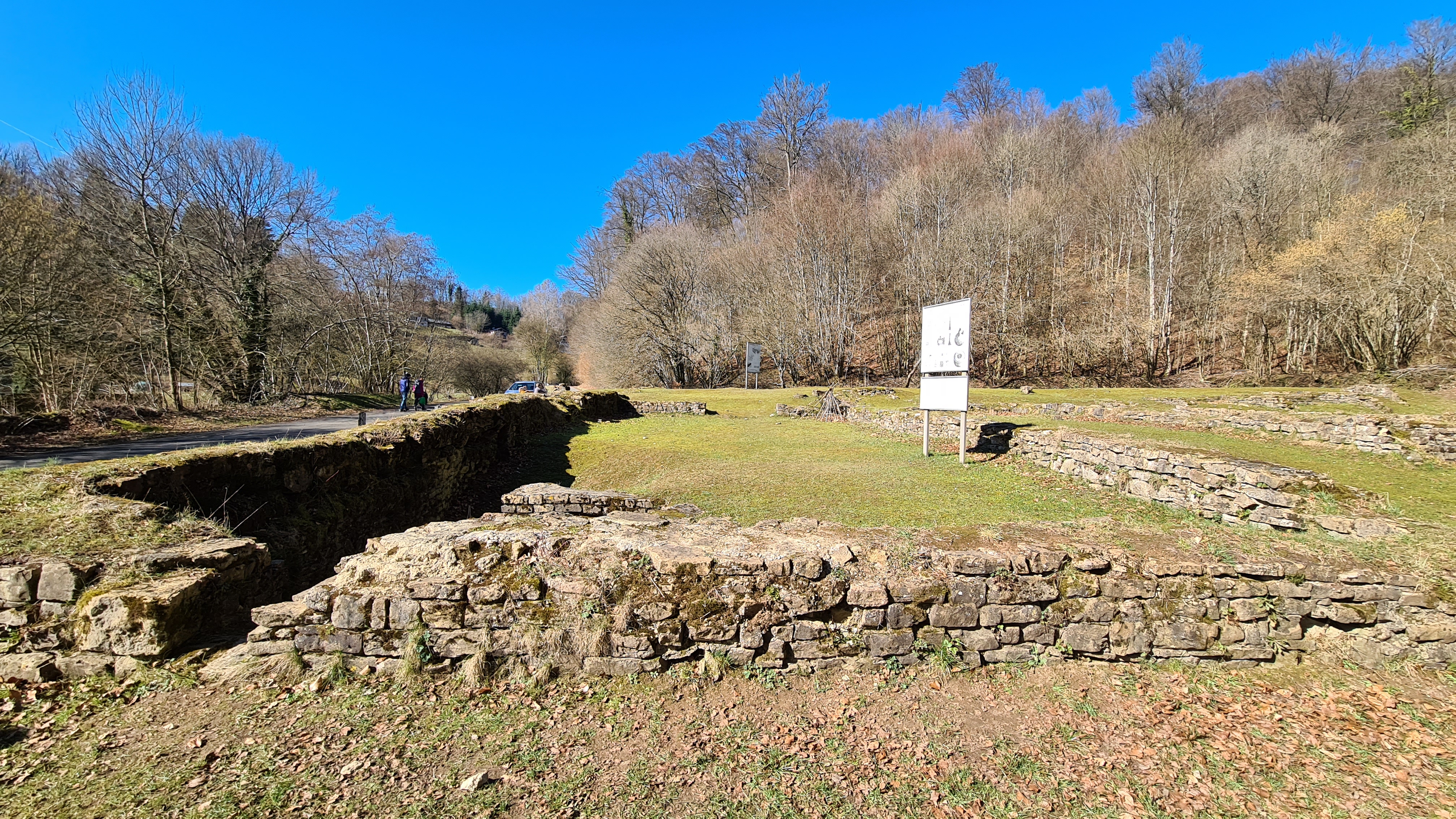
Le relais de Chameleux le long de la voie romaine Reims-Trèves

## Sources et liens externes
- « Table de Peutinger, section 2 : pays des Bructères et des Trévires », sur euratlas.net (consulté en juin 2022).
- Carte de la voie romaine sur vici.org
- « Voie Reims-Trèves. », sur e-monsite.com (consulté le 8 juin 2024)